# Горан Живков
Горан Живков (Кикинда, 1971) српски је политичар који је вршио функцију министра пољопривреде, шумарства и водопривреде Србије од 19. јуна до 9. новембра 2006. године.

## Биографија
Рођен је 1971. године у Кикинди, у тадашњој СР Србији, те СФР Југославији. Дипломирао је 1996. године на Пољопривредном факултету Универзитета у Београду.
Од 1998. до јануара 2001. године ради као саветник у Савезном министарству пољопривреде, у сектору за биљне и животињске генетичке ресурсе. У периоду од 2001. до 2004. године, консултант је у Организацији за храну и пољопривреду Уједињених нација.
Именован је за помоћника министра пољопривреде у јуну 2004, да би затим постао и министар пољопривреде, шумарства и водопривреде, од 20. јуна 2006. до 9 новембра 2006. године.
Данас ради као консултант Европске уније, Организације за храну и пољупривреду УН, УНДП и Светске банке. Програмски је директор СЕЕДЕВ-а и члан Управног одбора ProCredit банке у Србији.